# Glavinica
Glavinica (búlgaro:Главиница) é uma cidade da Bulgária, localizada no distrito de Silistra. A sua população era de 1,928 habitantes segundo o censo de 2010.

## População
| Glavinica | Glavinica | Glavinica | Glavinica | Glavinica | Glavinica | Glavinica | Glavinica | Glavinica | Glavinica | Glavinica | Glavinica | Glavinica | Glavinica | Glavinica | Glavinica | Glavinica | Glavinica | Glavinica | Glavinica |
| --- | --------- | --------- | --------- | --------- | --------- | --------- | --------- | --------- | --------- | --------- | --------- | --------- | --------- | --------- | --------- | --------- | --------- | --------- | --------- |
| Ano | 1887      | 1910      | 1934      | 1946      | 1956      | 1965      | 1975      | 1985      | 1992      | 2001      | 2002      | 2003      | 2004      | 2005      | 2006      | 2007      | 2008      | 2009      | 2010      |
| População |           |           |           | …         | …         | …         | …         | 2,552     | 2,362     | 2,065     | 2,087     | 2,090     | 2,068     | 2,025     | 2,010     | 1,960     | 1,967     | 1,945     | 1,928     |
| Fontes: Instituto Nacional de Estatísticas, „citypopulation.de“, „pop-stat.mashke.org“, Bulgarian Academy of Sciences |           |           |           |           |           |           |           |           |           |           |           |           |           |           |           |           |           |           |           |